# حسین‌آباد (سخوید)
حسین‌آباد روستایی در دهستان سخوید بخش نیر شهرستان تفت استان یزد ایران است.

## جمعیت
بر پایه سرشماری عمومی نفوس و مسکن در سال ۱۳۹۵ جمعیت این روستا ۶۸ نفر (۲۵خانوار) بوده‌است.